# Pampaloïta
La pampaloïta és un mineral de la classe dels sulfurs. Rep el nom de la mina d'or de Pampalo, a Finlàndia, la seva localitat tipus.

## Característiques
La pampaloïta és un tel·lurur de fórmula química AuSbTe. Va ser aprovada com a espècie vàlida per l'Associació Mineralògica Internacional l'any 2018, sent publicada per primera vegada el 2019. Cristal·litza en el sistema monoclínic. La seva duresa a l'escala de Mohs es troba entre 4 i 5.
L'exemplar que va servir per a determinar l'espècie, el que es coneix com a material tipus, es troba conservat al departament de ciències de la Terra del Museu d'Història Natural de Londres (Anglaterra), amb el número de registre: 2017, 16.
Els exemplars que van servir per a determinar l'espècie, el que es coneix com a material tipus, es troben conservats al: 

## Formació i jaciments
Va ser descoberta a la mina d'or de Pampalo, a Ilomantsi (Carèlia Septentrional, Finlàndia), on es troba en forma de grans anèdrics (de fins a unes 20 μm) en forma d'intercreixements amb or, frohbergita i altaïta. Es tracta de l'únic indret de tot el planeta on ha estat descrita aquesta espècie mineral.